# Élections générales terre-neuviennes de 1979
L'élection générale terre-neuvienne de 1979 se déroule le 18 juin 1979 afin d'élire les députés de la Chambre d'assemblée de la province de Terre-Neuve (Canada). 

## Résultats
| Parti                                      | Parti                      | Chef              | # de candidats | Sièges | Sièges | Sièges  | Voix    | Voix    | Voix    |
| ------------------------------------------ | -------------------------- | ----------------- | -------------- | ------ | ------ | ------- | ------- | ------- | ------- |
| Parti                                      | Parti                      | Chef              | # de candidats | 1975   | Élus   | % Diff. | #       | %       | % Diff. |
|                                            | Progressiste-conservateur  | Brian Peckford    | 52             | 30     | 33     | +10 %   | 119 151 | 50,41 % |         |
|                                            | Parti libéral              |                   | 52             | 16     | 19     | +18,8 % | 95 943  | 40,59 % |         |
|                                            | Nouveau Parti démocratique |                   | 51             | -      | -      | -       | 18 507  | 7,83 %  |         |
|                                            | Autre/Indépendant          | Autre/Indépendant | 7              | -      | -      | -       | 2 786   | 1,18 %  |         |
| Total                                      | Total                      | Total             | 162            | 51     | 52     | +1,96 % | 236 385 | 100 %   |         |
| Source : Elections Newfoundland & Labrador |                            |                   |                |        |        |         |         |         |         |